# Vilhelm Wolfhagen
Vilhelm „Wolle“ Wolfhagen (* 11. November 1889 in Kopenhagen; † 5. Juli 1958 in Frederikshavn) war ein dänischer Fußball- und Bandyspieler.

## Karriere
Er spielte über seine gesamte Karriere, von 1906 bis 1918 beim Kjøbenhavns Boldklub, lief insgesamt 88 Mal für den Verein auf und gewann mehrere Meisterschaften.
Als Teil der dänischen Olympiaauswahl beim Fußballturnier der Sommerspiele 1908, war er Teil der ersten gesamtdänischen Nationalmannschaft. Beim ersten Spiel der Auswahl gegen die B-Mannschaft von Frankreich erzielte er vier Tore (je zwei in jeder Halbzeit). Gleiches gelang ihm beim Sieg über die A-Mannschaft von Frankreich im nächsten Spiel, welches mit 17:1 den bis heute höchsten Sieg der dänischen Auswahl und auch die höchste Niederlage der Franzosen darstellt. Im Finale unterlag man den Engländern und gewann die Silbermedaille. Auch beim Turnier der Sommerspiele 1912 war er Teil des Kaders. Hier war er immer im Kader und schoss zumindest in einem der Vorrundenspiele ein Tor und gewann mit seiner Mannschaft am Ende erneut Silber. Am Ende seiner Laufbahn in der Nationalmannschaft kam er auf 14 Tore in 18 Einsätzen. Nach einer Meniskus-Operation musste er 1918 seine Fußball-Karriere beenden.
Neben dem Fußball, war er auch im Bandy aktiv und kam dort auch auf einige internationale Einsätze. Beruflich war er Artillerie-Oberst.